# Copenhagen (Pferd)
Copenhagen (geboren 1808 in Eaton Hall, gestorben 12. Februar 1836 in Stratfield Saye) war das Pferd von Arthur Wellesley, 1. Duke of Wellington.

## Geschichte
Copenhagen war ein Hengstfohlen, seine Mutter war die Stute Lady Catherine, der Vater Meteor. Die Stute wurde von ihrem Besitzer, dem Earl Grosvenor, der nicht wusste, dass das Tier trächtig war, auf eine Kriegsexpedition mit nach Dänemark genommen. Das nach der Rückkehr geborene Fohlen wurde daher Copenhagen genannt. Als Dreijähriger bestritt der Hengst erfolglos Rennen und wurde zunächst an Sir Charles Stewart, den Adjutanten des Duke of Wellington und späteren Marquess of Londonderry, verkauft. Als Stewart während des Spanienfeldzugs verletzt wurde, verkaufte er das Pferd 1812 an Wellington für 400 Guineen weiter.
Copenhagen wurde vom Duke of Wellington während der Napoleonischen Kriege geritten. Er galt als launisch und schwer bezähmbar, aber ebenso als hervorragendes Kriegspferd, das sich nicht vom Schlachtenlärm beeindrucken ließ. Pferd und Reiter wurden von den Soldaten als Einheit angesehen.
Als Wellington 1828 britischer Premierminister wurde, ritt er auf Copenhagen zur Downing Street 10. Nach dem Rückzug des Herzogs aus der Politik im Jahre 1830 lebte Copenhagen auf dem Landsitz der Wellingtons, Stratfield Saye House. Aus seinen Haaren wurden Armbänder für die Damen geflochten. Als Copenhagen im hohen Alter von 29 Jahren starb, bekam er ein Begräbnis mit militärischen Ehren. Wellington bemerkte allerdings, dass dem toten Pferd ein Huf entfernt worden war, worüber er sich erzürnte. Nach seinem Tod gestand ein Diener den Diebstahl des Hufs und gab ihn an den 2. Duke of Wellington zurück, der ihn fortan als Tintenfass nutzte. Das Tintenfass kann man heute noch in Apsley House, dem Stadthaus der Wellingtons in London, besichtigen.
Das Imperial War Museum hatte Wellington ersucht, Copenhagen exhumieren zu lassen, um sein Skelett neben dem von Napoleons Pferd Marengo auszustellen. Er behauptete jedoch wahrheitswidrig, nicht mehr genau zu wissen, wo das Grab sei. Sein Sohn, der 2. Duke, ließ dort später eine Stele zur Erinnerung errichten.

## Erinnerung
General Wellington und sein Pferd Copenhagen sind in zahlreichen Gemälden und Skulpturen verewigt. 1837 regte der Duke of Rutland ein Denkmal für Wellington an. 1846 wurde die Statue von Matthew Cotes Wyatt an der Hyde Park Corner in London enthüllt. Wellington selbst hatte dafür Modell auf einem anderen Pferd gesessen, da Copenhagen inzwischen verendet war. Queen Victoria war das überdimensionierte, 40 Tonnen schwere Denkmal aus Bronze ein Dorn im Auge, da es ihr zu monumental erschien. Zu Lebzeiten von Wellington verzichtete man jedoch aus Pietätsgründen auf einen Umzug. Seit 1885 befindet sich das Denkmal auf dem Kasernengelände von Aldershot.
Wellington auf Copenhagen ist auch auf der überdimensionalen Waterloo-Vase abgebildet, die sich im Park des Buckingham-Palastes befindet.

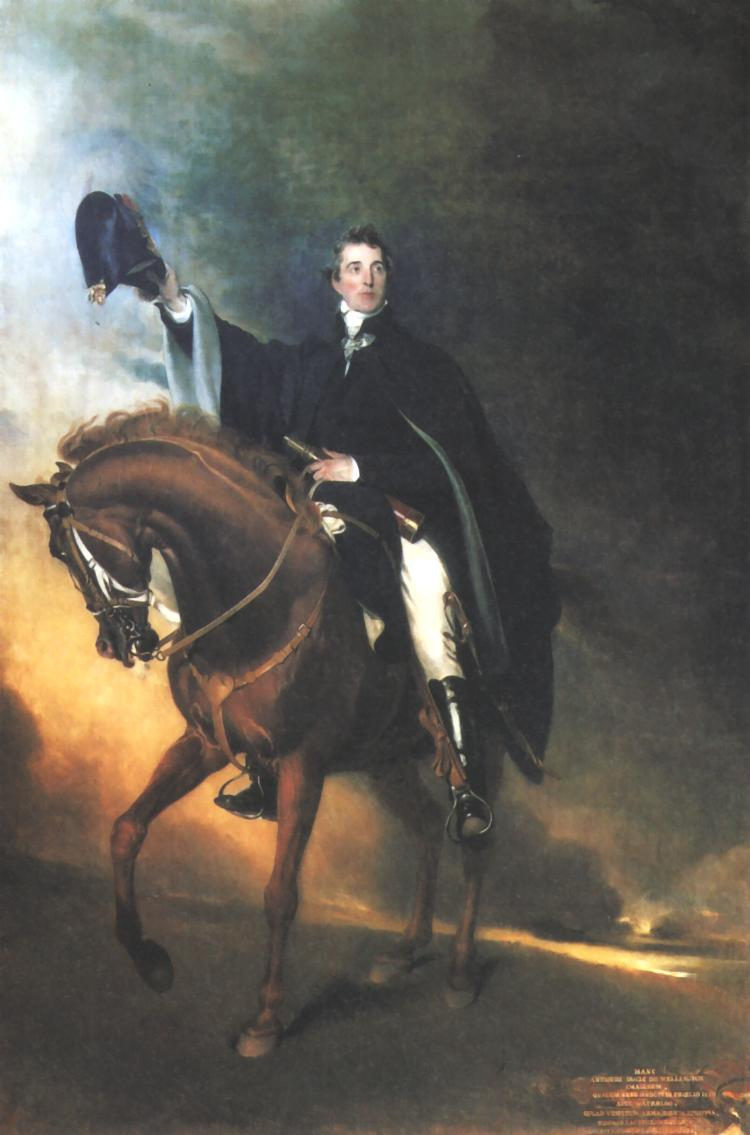
Wellington auf Copenhagen (Gemälde von Sir Thomas Lawrence aus dem Jahr 1818)
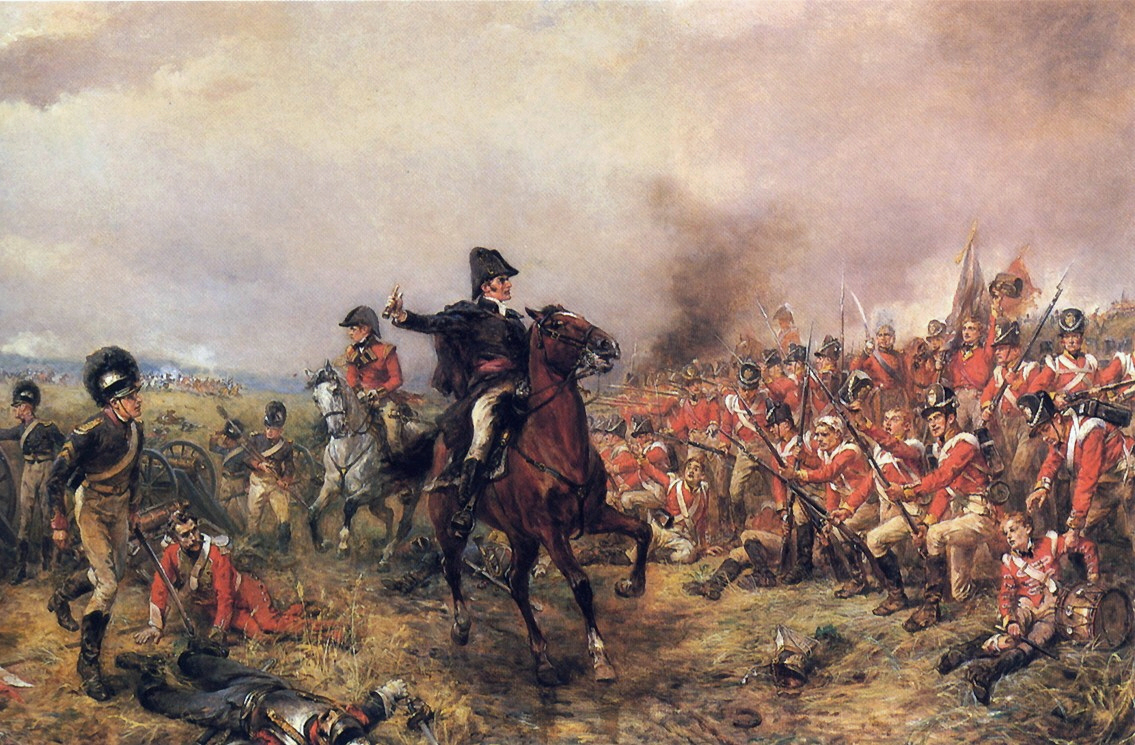
Wellington bei der Schlacht von Waterloo
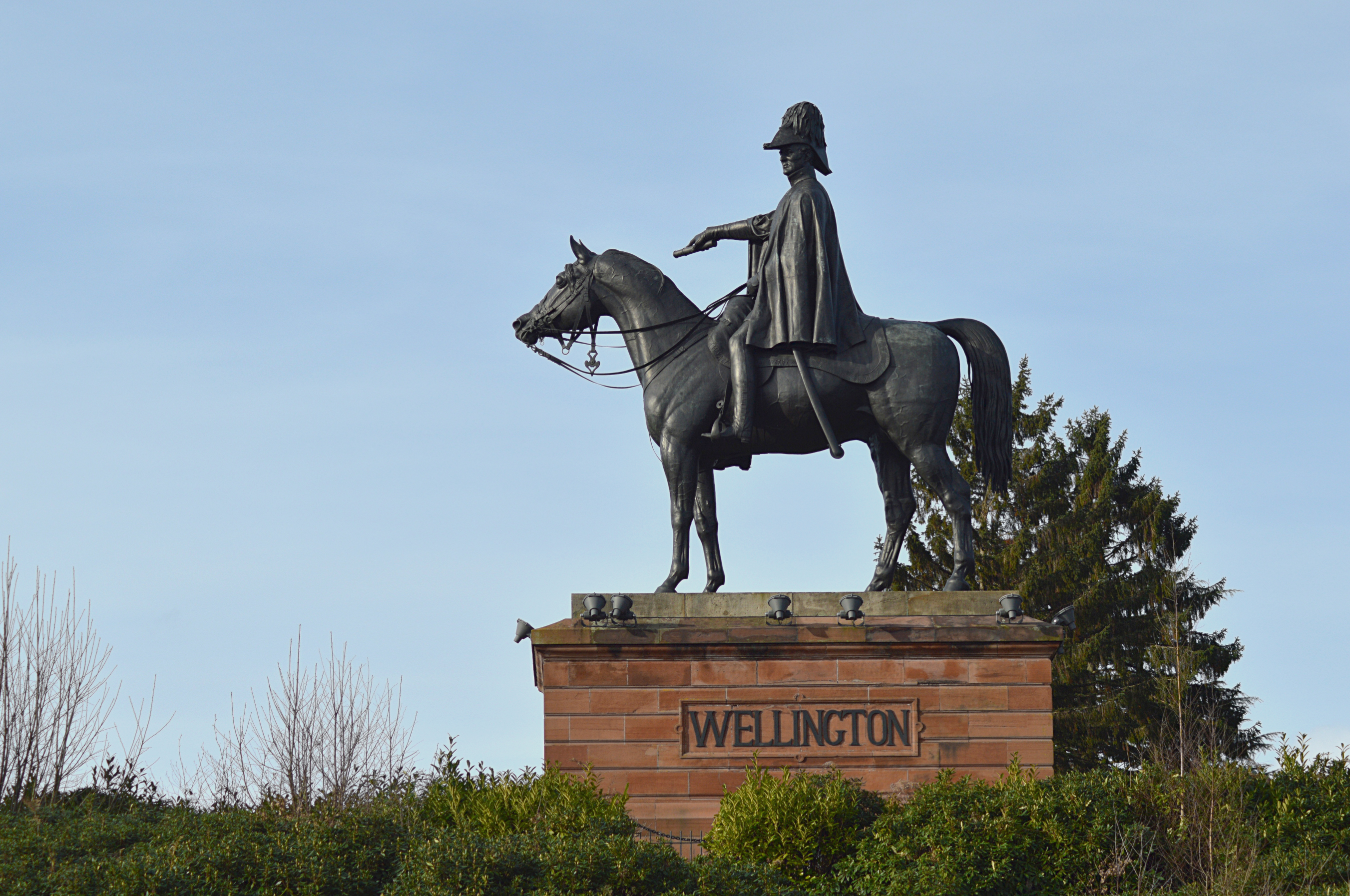
Die Statue von Wellington in Aldershot
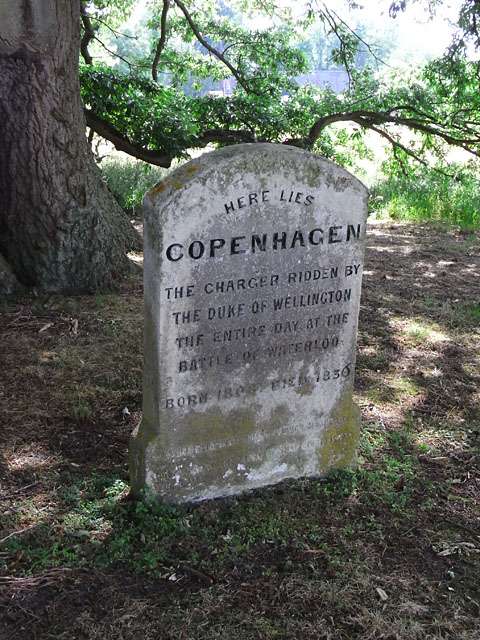
Copenhagens Grab